# Élections municipales de 2008 dans la Vienne
Les élections municipales dans la Vienne se sont déroulées les 9 et 16 mars 2008.

## Maires sortants et maires élus dans les villes de plus de 3500 habitants
| Commune                        | Maire sortant      | Parti | Parti | Maire élu          | Parti | Parti |
| ------------------------------ | ------------------ | ----- | ----- | ------------------ | ----- | ----- |
| Buxerolles                     | Jean-Marie Paratte |       | PS    | Jean-Marie Paratte |       | PS    |
| Chasseneuil-du-Poitou          | Claude Eidelstein  |       | DVD   | Claude Eidelstein  |       | DVD   |
| Châtellerault                  | Joël Tondusson     |       | PS    | Jean-Pierre Abelin |       | NC    |
| Chauvigny                      | Gérard Herbert     |       | UMP   | Gérard Herbert     |       | UMP   |
| Fontaine-le-Comte              | Philippe Brottier  |       | PS    | Philippe Brottier  |       | PS    |
| Jaunay-Clan                    | Francis Girault    |       | DVD   | Francis Girault    |       | DVD   |
| Loudun                         | Jean Touret        |       | UMP   | Elefthérios Benas  |       | DVD   |
| Mignaloux-Beauvoir             | Gérard Sol         |       | PS    | Gérard Sol         |       | PS    |
| Migné-Auxances                 | Patrice Auzanneau  |       | DVD   | Florence Jardin    |       | DVG   |
| Montmorillon                   | Guillaume de Russé |       | UMP   | Yves Bouloux       |       | DVD   |
| Naintré                        | Christian Michaud  |       | PS    | Christian Michaud  |       | PS    |
| Neuville-de-Poitou             | Jean Petit         |       | PS    | Jean Petit         |       | PS    |
| Poitiers                       | Jacques Santrot    |       | PS    | Alain Claeys       |       | PS    |
| Saint-Benoît                   | Dominique Clément  |       | DVD   | Dominique Clément  |       | UMP   |
| Saint-Georges-lès-Baillargeaux | Jean-Claude Boutet |       | DVD   | Jean-Claude Boutet |       | DVD   |
| Vouneuil-sous-Biard            | Jean-Pierre Jarry  |       | DVD   | Alain Tanguy       |       | DVD   |

### Résultats en nombre de maires
| Partis       | Partis                            | Maires sortants | Maires élus | Évolution     |
| ------------ | --------------------------------- | --------------- | ----------- | ------------- |
|              | Divers droite                     | 6               | 6           | en stagnation |
|              | Union pour un mouvement populaire | 3               | 2           | 1             |
|              | Nouveau Centre                    | 0               | 1           | 1             |
| Total droite | Total droite                      | 9               | 9           | en stagnation |
|              | Divers gauche                     | 0               | 1           | 1             |
|              | Parti socialiste                  | 7               | 6           | 1             |
| Total gauche | Total gauche                      | 7               | 7           | en stagnation |
| Total        | Total                             | 16              | 16          | -             |

## Résultats dans les communes de plus de3 500 habitants

### Buxerolles
- Maire sortant : Jean-Marie Paratte (PS)
- 33 sièges à pourvoir au conseil municipal

|                          | Jean-Marie Paratte* | UG             | 2 437 | 55,92  | 26 |  |  |  |
|                          | Bruno Morceau       | MAJ            | 1 001 | 22,97  | 4  |  |  |  |
|                          | Michel Martin       | DVD            | 920   | 21,11  | 3  |  |  |  |
|                          |                     |                |       |        |    |  |  |  |
| Inscrits                 | Inscrits            | Inscrits       | 7 171 | 100,00 |    |  |  |  |
| Abstentions              | Abstentions         | Abstentions    | 2 576 | 35,92  |    |  |  |  |
| Votants                  | Votants             | Votants        | 4 595 | 64,08  |    |  |  |  |
| Blancs et nuls           | Blancs et nuls      | Blancs et nuls | 237   | 5,16   |    |  |  |  |
| Exprimés                 | Exprimés            | Exprimés       | 4 358 | 94,84  |    |  |  |  |
| * Liste du maire sortant |                     |                |       |        |    |  |  |  |

### Chasseneuil-du-Poitou
- Maire sortant : Claude Eidelstein (DVD)
- 27 sièges à pourvoir au conseil municipal

|                          | Claude Eidelstein* | DVD            | 995   | 57,48  | 22 |  |  |
|                          | Alain Chauveau     | DVG            | 736   | 42,52  | 5  |  |  |
|                          |                    |                |       |        |    |  |  |
| Inscrits                 | Inscrits           | Inscrits       | 2 783 | 100,00 |    |  |  |
| Abstentions              | Abstentions        | Abstentions    | 954   | 34,28  |    |  |  |
| Votants                  | Votants            | Votants        | 1 829 | 65,72  |    |  |  |
| Blancs et nuls           | Blancs et nuls     | Blancs et nuls | 98    | 5,36   |    |  |  |
| Exprimés                 | Exprimés           | Exprimés       | 1 731 | 94,64  |    |  |  |
| * Liste du maire sortant |                    |                |       |        |    |  |  |

### Châtellerault
- Maire sortant : Joël Tondusson (PS)
- 39 sièges à pourvoir au conseil municipal

| Tête de liste            | Tête de liste      | Liste          | Premier tour | Premier tour | Second tour | Second tour | Sièges | Sièges |
| Tête de liste            | Tête de liste      | Liste          | Voix         | %            | Voix        | %           | CM     |        |
| ------------------------ | ------------------ | -------------- | ------------ | ------------ | ----------- | ----------- | ------ | ------ |
|                          | Joël Tondusson*    | UG             | 4 611        | 32,78        | 5 706       | 37,96       | 7      |        |
|                          | Jean-Pierre Abelin | MC             | 4 457        | 31,68        | 6 721       | 44,71       | 29     |        |
|                          | Gilles Michaud     | DVG            | 2 867        | 20,38        | 2 605       | 17,33       | 3      |        |
|                          | Philippe Rabit     | DVD            | 1 451        | 10,31        |             |             |        |        |
|                          | Patrice Villeret   | LO             | 681          | 4,84         |             |             |        |        |
|                          |                    |                |              |              |             |             |        |        |
| Inscrits                 | Inscrits           | Inscrits       | 24 027       | 100,00       | 24 027      | 100,00      |        |        |
| Abstentions              | Abstentions        | Abstentions    | 9 444        | 39,31        | 8 633       | 35,93       |        |        |
| Votants                  | Votants            | Votants        | 14 583       | 60,69        | 15 394      | 64,07       |        |        |
| Blancs et nuls           | Blancs et nuls     | Blancs et nuls | 516          | 3,54         | 362         | 2,35        |        |        |
| Exprimés                 | Exprimés           | Exprimés       | 14 067       | 96,46        | 15 032      | 97,65       |        |        |
| * Liste du maire sortant |                    |                |              |              |             |             |        |        |

### Chauvigny
- Maire sortant : Gérard Herbert (UMP)
- 28 sièges à pourvoir au conseil municipal

|                          | Gérard Herbert* | MAJ            | 2 005 | 55,36  | 22 |  |  |  |
|                          | Sylvie Pailler  | UG             | 1 143 | 31,56  | 4  |  |  |  |
|                          | Michel Baudry   | DVG            | 474   | 13,09  | 2  |  |  |  |
|                          |                 |                |       |        |    |  |  |  |
| Inscrits                 | Inscrits        | Inscrits       | 5 422 | 100,00 |    |  |  |  |
| Abstentions              | Abstentions     | Abstentions    | 1 602 | 29,55  |    |  |  |  |
| Votants                  | Votants         | Votants        | 3 820 | 70,45  |    |  |  |  |
| Blancs et nuls           | Blancs et nuls  | Blancs et nuls | 198   | 5,18   |    |  |  |  |
| Exprimés                 | Exprimés        | Exprimés       | 3 622 | 94,82  |    |  |  |  |
| * Liste du maire sortant |                 |                |       |        |    |  |  |  |

### Fontaine-le-Comte
- Maire sortant : Philippe Brottier (DVG)
- 27 sièges à pourvoir au conseil municipal

|                          | Philippe Brottier * | DVG            | 1 220 | 100,00 | 27 |  |  |
|                          |                     |                |       |        |    |  |  |
| Inscrits                 | Inscrits            | Inscrits       | 2 648 | 100,00 |    |  |  |
| Abstentions              | Abstentions         | Abstentions    | 927   | 35,01  |    |  |  |
| Votants                  | Votants             | Votants        | 1 721 | 64,99  |    |  |  |
| Blancs et nuls           | Blancs et nuls      | Blancs et nuls | 501   | 29,11  |    |  |  |
| Exprimés                 | Exprimés            | Exprimés       | 1 220 | 70,89  |    |  |  |
| * Liste du maire sortant |                     |                |       |        |    |  |  |

### Jaunay-Clan
- Maire sortant : Francis Girault (DVD)
- 29 sièges à pourvoir au conseil municipal

|                | Francis Girault   | DVD            | 1 522 | 59,83  | 23 |  |  |
|                | Gilbert Périllaud | UG             | 1 022 | 40,17  | 6  |  |  |
|                |                   |                |       |        |    |  |  |
| Inscrits       | Inscrits          | Inscrits       | 4 061 | 100,00 |    |  |  |
| Abstentions    | Abstentions       | Abstentions    | 1 359 | 33,46  |    |  |  |
| Votants        | Votants           | Votants        | 2 702 | 66,54  |    |  |  |
| Blancs et nuls | Blancs et nuls    | Blancs et nuls | 158   | 5,85   |    |  |  |
| Exprimés       | Exprimés          | Exprimés       | 2 544 | 94,15  |    |  |  |

### Loudun
- Maire sortant : Jean Touret (UMP)
- 28 sièges à pourvoir au conseil municipal

| Tête de liste            | Tête de liste       | Liste          | Premier tour | Premier tour | Second tour | Second tour | Sièges |
| Tête de liste            | Tête de liste       | Liste          | Voix         | %            | Voix        | %           | CM     |
| ------------------------ | ------------------- | -------------- | ------------ | ------------ | ----------- | ----------- | ------ |
|                          | Elefthérios Benas * | DVD            | 1 511        | 36,87        | 1 816       | 50,44       | 21     |
|                          | Joël Dazas          | DVD            | 1 278        | 36,87        | 1 225       | 34,03       | 5      |
|                          | Pierre Lantier      | UG             | 677          | 19,53        | 559         | 15,53       | 2      |
|                          |                     |                |              |              |             |             |        |
| Inscrits                 | Inscrits            | Inscrits       | 5 273        | 100,00       | 5 273       | 100,00      |        |
| Abstentions              | Abstentions         | Abstentions    | 1 668        | 31,63        | 1 592       | 30,19       |        |
| Votants                  | Votants             | Votants        | 3 605        | 68,37        | 3 681       | 69,81       |        |
| Blancs et nuls           | Blancs et nuls      | Blancs et nuls | 139          | 3,86         | 81          | 2,20        |        |
| Exprimés                 | Exprimés            | Exprimés       | 3 466        | 96,14        | 3 600       | 97,80       |        |
| * Liste du maire sortant |                     |                |              |              |             |             |        |

### Mignaloux-Beauvoir
- Maire sortant : Gérard Sol (PS)
- 27 sièges à pourvoir au conseil municipal

|                          | Gérard Sol *   | PS             | 1 599 | 100,00 | 27 |  |  |
|                          |                |                |       |        |    |  |  |
| Inscrits                 | Inscrits       | Inscrits       | 2 826 | 100,00 |    |  |  |
| Abstentions              | Abstentions    | Abstentions    | 994   | 35,17  |    |  |  |
| Votants                  | Votants        | Votants        | 1 832 | 64,83  |    |  |  |
| Blancs et nuls           | Blancs et nuls | Blancs et nuls | 233   | 12,72  |    |  |  |
| Exprimés                 | Exprimés       | Exprimés       | 1 599 | 87,28  |    |  |  |
| * Liste du maire sortant |                |                |       |        |    |  |  |

### Migné-Auxances
- Maire sortant : Patrice Auzanneau (DVD)
- 29 sièges à pourvoir au conseil municipal

|                          | Florence Jardin   | DVG            | 1 735 | 56,28  | 23 |  |  |
|                          | Patrice Auzanneau | DVD            | 1 348 | 43,72  | 6  |  |  |
|                          |                   |                |       |        |    |  |  |
| Inscrits                 | Inscrits          | Inscrits       | 4 490 | 100,00 |    |  |  |
| Abstentions              | Abstentions       | Abstentions    | 1 226 | 27,31  |    |  |  |
| Votants                  | Votants           | Votants        | 3 264 | 72,69  |    |  |  |
| Blancs et nuls           | Blancs et nuls    | Blancs et nuls | 181   | 5,55   |    |  |  |
| Exprimés                 | Exprimés          | Exprimés       | 3 083 | 94,45  |    |  |  |
| * Liste du maire sortant |                   |                |       |        |    |  |  |

### Montmorillon
- Maire sortant : Guillaume de Russé (UMP)
- 29 sièges à pourvoir au conseil municipal

| Tête de liste            | Tête de liste  | Liste          | Premier tour | Premier tour | Sièges |
| Tête de liste            | Tête de liste  | Liste          | Voix         | %            | CM     |
| ------------------------ | -------------- | -------------- | ------------ | ------------ | ------ |
|                          | Yves Bouloux * | DVD            | 1 999        | 53,77        | 23     |
|                          | Guy Gévaudan   | UG             | 1 719        | 46,23        | 6      |
|                          |                |                |              |              |        |
| Inscrits                 | Inscrits       | Inscrits       | 4 994        | 100,00       |        |
| Abstentions              | Abstentions    | Abstentions    | 1 092        | 21,87        |        |
| Votants                  | Votants        | Votants        | 3 902        | 78,13        |        |
| Blancs et nuls           | Blancs et nuls | Blancs et nuls | 184          | 4,72         |        |
| Exprimés                 | Exprimés       | Exprimés       | 3 718        | 95,28        |        |
| * Liste du maire sortant |                |                |              |              |        |

### Naintré
- Maire sortant : Christian Michaud (PS)
- 29 sièges à pourvoir au conseil municipal

| Tête de liste            | Tête de liste       | Liste          | Premier tour | Premier tour | Sièges |
| Tête de liste            | Tête de liste       | Liste          | Voix         | %            | CM     |
| ------------------------ | ------------------- | -------------- | ------------ | ------------ | ------ |
|                          | Christian Michaud * | DVG            | 1 489        | 56,38        | 23     |
|                          | Michel Droin        | GC             | 674          | 25,52        | 4      |
|                          | Christine Piaulet   | PS             | 478          | 18,10        | 2      |
|                          |                     |                |              |              |        |
| Inscrits                 | Inscrits            | Inscrits       | 4 314        | 100,00       |        |
| Abstentions              | Abstentions         | Abstentions    | 1 288        | 31,16        |        |
| Votants                  | Votants             | Votants        | 2 846        | 68,84        |        |
| Blancs et nuls           | Blancs et nuls      | Blancs et nuls | 205          | 7,20         |        |
| Exprimés                 | Exprimés            | Exprimés       | 2 641        | 92,80        |        |
| * Liste du maire sortant |                     |                |              |              |        |

### Neuville-de-Poitou
- Maire sortant : Jean Petit (PS)
- 27 sièges à pourvoir au conseil municipal

|                | Jean Petit         | UG             | 1 392 | 62,82  | 22 |  |  |
|                | Henri-Pierre Motte | CMD            | 824   | 37,18  | 5  |  |  |
|                |                    |                |       |        |    |  |  |
| Inscrits       | Inscrits           | Inscrits       | 3 435 | 100,00 |    |  |  |
| Abstentions    | Abstentions        | Abstentions    | 1 091 | 31,76  |    |  |  |
| Votants        | Votants            | Votants        | 2 344 | 68,24  |    |  |  |
| Blancs et nuls | Blancs et nuls     | Blancs et nuls | 128   | 5,46   |    |  |  |
| Exprimés       | Exprimés           | Exprimés       | 2 216 | 94,54  |    |  |  |

### Poitiers
- Maire sortant : Jacques Santrot (PS)
- 53 sièges à pourvoir au conseil municipal

| Tête de liste            | Tête de liste       | Liste          | Premier tour | Premier tour | Sièges |
| Tête de liste            | Tête de liste       | Liste          | Voix         | %            | CM     |
| ------------------------ | ------------------- | -------------- | ------------ | ------------ | ------ |
|                          | Alain Claeys        | UG             | 14 190       | 54,52        | 42     |
|                          | Stéphane Braconnier | MAJ            | 5 480        | 21,06        | 6      |
|                          | Philippe Mahou      | CMD            | 4 281        | 16,45        | 4      |
|                          | Maryse Desbourdes   | EXG            | 1 623        | 6,24         | 1      |
|                          | Ludovic Gaillard    | LO             | 452          | 1,74         |        |
|                          |                     |                |              |              |        |
| Inscrits                 | Inscrits            | Inscrits       | 47 212       | 100,00       |        |
| Abstentions              | Abstentions         | Abstentions    | 20 379       | 43,16        |        |
| Votants                  | Votants             | Votants        | 26 833       | 56,84        |        |
| Blancs et nuls           | Blancs et nuls      | Blancs et nuls | 807          | 3,01         |        |
| Exprimés                 | Exprimés            | Exprimés       | 26 026       | 96,99        |        |
| * Liste du maire sortant |                     |                |              |              |        |

### Saint-Benoît
- Maire sortant : Dominique Clément (UMP)
- 29 sièges à pourvoir au conseil municipal

|                | Dominique Clément | DVD            | 2 198 | 64,31  | 24 |  |  |
|                | Bernard Chaigneau | UG             | 1 220 | 35,69  | 5  |  |  |
|                |                   |                |       |        |    |  |  |
| Inscrits       | Inscrits          | Inscrits       | 5 442 | 100,00 |    |  |  |
| Abstentions    | Abstentions       | Abstentions    | 1 925 | 35,37  |    |  |  |
| Votants        | Votants           | Votants        | 3 517 | 64,63  |    |  |  |
| Blancs et nuls | Blancs et nuls    | Blancs et nuls | 99    | 2,81   |    |  |  |
| Exprimés       | Exprimés          | Exprimés       | 3 418 | 97,19  |    |  |  |

### Saint-Georges-lès-Baillargeaux
- Maire sortant : Jean-Claude Boutet (DVD)
- 27 sièges à pourvoir au conseil municipal

|                          | Jean-Claude Boutet * | DVD            | 1 246 | 62,02  | 22 |  |  |
|                          | Serge Bousseau       | DVD            | 763   | 37,98  | 5  |  |  |
|                          |                      |                |       |        |    |  |  |
| Inscrits                 | Inscrits             | Inscrits       | 2 818 | 100,00 |    |  |  |
| Abstentions              | Abstentions          | Abstentions    | 722   | 25,62  |    |  |  |
| Votants                  | Votants              | Votants        | 2 096 | 74,38  |    |  |  |
| Blancs et nuls           | Blancs et nuls       | Blancs et nuls | 87    | 4,15   |    |  |  |
| Exprimés                 | Exprimés             | Exprimés       | 2 009 | 95,85  |    |  |  |
| * Liste du maire sortant |                      |                |       |        |    |  |  |

### Vouneuil-sous-Biard
- Maire sortant : Jean-Pierre Jarry (DVD)
- 27 sièges à pourvoir au conseil municipal

|                          | Alain Tanguy     | DVD            | 1 658 | 66,40  | 23 |  |  |
|                          | Dominique Turpin | UG             | 839   | 33,60  | 4  |  |  |
|                          |                  |                |       |        |    |  |  |
| Inscrits                 | Inscrits         | Inscrits       | 3 636 | 100,00 |    |  |  |
| Abstentions              | Abstentions      | Abstentions    | 1 047 | 28,80  |    |  |  |
| Votants                  | Votants          | Votants        | 2 589 | 71,20  |    |  |  |
| Blancs et nuls           | Blancs et nuls   | Blancs et nuls | 92    | 3,55   |    |  |  |
| Exprimés                 | Exprimés         | Exprimés       | 2 497 | 96,45  |    |  |  |
| * Liste du maire sortant |                  |                |       |        |    |  |  |